# آبسه پریودنتال
آبسه پریودنتال (به انگلیسی: Periodontal abscess) (همچنین به نام آبسه جانبی یا آبسه پاریتال) یک مجموعه موضعی از چرک (یعنی آبسه) در بافت پریودنتیم است. این یک نوع آبسه دندانی است. آبسه پریودنتال در کنار دندان رخ می‌دهد و از شایعترین آبسه پریآپیکال متفاوت است که نشان دهنده گسترش عفونت از دندان مرده است (یعنی آنکه تحت درمان نکروز پالپ قرار گرفته‌است). برای این که منعکس شود، گاهی اصطلاح "آبسه جانبی (پریودنتال)" استفاده می‌شود. در مقایسه با یک آبسه پریآپیکال، آبسه‌های پریودنتال معمولاً با یک دندان حیاتی (زنده) همراه هستند. ابسدان پریودنتیوم عفونت‌های باکتریایی حاد هستند که اساساً توسط مکان تعیین شده‌اند.

## طبقه بندی
چهار نوع آبسه وجود دارد که می‌توانند بافت‌های پریودنتال را شامل شوند: 
1. آبسه لثه - یک عفونت موضعی، فیبری شامل تنها بافت نرم لثه در نزدیکی لثه لثه یا پاپیلا بین دندان است. .
2. آبسه لثه - یک عفونت موضعی، فیبری شامل تنها بافت نرم لثه در نزدیکی لثه لثه یا پاپیلا بین دندان اس     آبسه پریودنتال - یک عفونت موضعی، فیبری که شامل ابعاد بیشتری از بافت آدامس است، به‌طور گسترده و مجاور آن به جیب پریودنتال گسترش می یابد.
3. آبسه پرکورونال - یک عفونت موضعی و پالادی در بافت صمغی اطراف تاج دندان جزئی یا کاملاً فوران شده‌است. آبسه پرکورونال - یک عفونت موضعی و پالادی در بافت صمغی اطراف تاج دندان جزئی یا کاملاً فوران شده‌است.  معمولاً با یک قسمت حاد پریکورونیت در اطراف یک مولر سوم فک پایین و فشرده شده (دندان عقل حکمتان) همراه است.
4. ترکیب آبسه پریودنتال / اندودونتیک

## علت
آبسه پریودنتال اغلب به عنوان عارضه ای از بیماری پیشرفته پریودنتال (که معمولاً بدون درد است) رخ می‌دهد. پاکت پریودنتال حاوی پلاک دندان، باکتری‌ها و کمردرد (؟!)  است. پاتوژن‌های پریودنتال به‌طور پیوسته راه خود را به بافت‌های نرم می‌رسانند، اما به‌طور معمول آن‌ها توسط سیستم ایمنی بدن بررسی می‌شوند. آبسه پریودنتال نشان دهنده تغییر در این تعادل است که مربوط به کاهش مقاومت موضعی یا سیستمیکی میزبان است. پاسخ التهابی هنگامی رخ می‌دهد که باکتری‌ها در داخل بافت نرم در جیب لثه / پریودنتال نفوذ کرده و ضرب شوند. وقتی سیستم ایمنی بدن پاسخ می‌دهد و سعی می‌کند عفونت را از پخش خارج کند، آبسه ای پر از آب پر می‌شود.
ارتباط با محیط دهان با بازکردن پاکت پریودنتال حفظ می‌شود. با این حال، اگر بازشدن یک جیب پریودنتال مواجه شود، ممکن است رخ دهد اگر جیب بسیار عمیق باشد (به عنوان مثال با درگیری فورکاسیون)، سپس پلاک و جرم در داخل به دام افتاده است. بسته‌بندی مواد غذایی نیز ممکن است در یک جراحی پریودنتال مانع شود (!؟) . بسته‌بندی مواد غذایی معمولاً ناشی از ناتوانی در بازبینی دقیق نقاط تماس است که ترمیم‌های دندانی بر روی سطح بین دندان‌ها قرار می‌گیرند. یکی دیگر از علل بالقوه هنگامی رخ می‌دهد که یک جراحی پریودنتال ناقص است. به دنبال این روش، کاف زگیل بیشتر در اطراف دندان قرار می‌گیرد، که ممکن است به اندازه کافی برای جلوگیری از باکتری‌هایی که در جیب قرار دارند، کشیده شود. یک طناب کششی لثه که به‌طور تصادفی در محل قرار می‌گیرد علت گاهی اوقات یک آبسه پرتودرمانی است.
آسیب به نفوذ به لثه - به عنوان مثال، با یک برس مسواک زدن، پوست ماهی، دندان یا ابزار پریودنتال - ممکن است باکتری‌ها را به بافت‌ها جذب کند. ترومای به بافتها، مانند تأثیر جدی روی دندان یا فشار بیش از حد روی دندان‌ها در طول درمان ارتودنسی، می‌تواند علت احتمالی باشد. بیش از حد اکوسیلال ممکن است در توسعه آبسه پرتودال نقش داشته باشد، اما این نادر است و معمولاً در ترکیب با سایر عوامل رخ می‌دهد. برکسیسم یک علت شایع از نیروهای اکلوزالی است.
عوامل سیستم ایمنی بدن مانند دیابت می‌توانند یک فرد را به شکل‌گیری آبسه‌های پرتوداتیک مستعد کند.
پرفوراسیون کانال ریشه در حین درمان اندودنتیک نیز ممکن است منجر به آبسه پریودنتال شود.

## علائم و نشانه ها
علائم اصلی درد است که اغلب به‌طور ناگهانی ظاهر می‌شود و با غرق شدن در دندان درگیر، که ممکن است احساس بروز و برجسته در نیش زدن، بدتر شود. دندان ممکن است همراه باشد و این ضایعه ممکن است باعث نابودی لگن پریودنتال و استخوان آلوئول شود. [4] درد عمیق و خشن است. مخاط دهان که یک آبسه پر از زودرس را تشکیل می‌دهد، به نظر می‌رسد اریتماتوز (قرمز)، تورم و دردناک برای لمس است. [3] سطح آن ممکن است بر اثر کشیدگی مخاط در آبسه باشد. قبل از اینکه نیمه شکل بگیرد، ضایعه نوسان ناپذیر نخواهد بود و هیچ تخلیه خونریزی وجود نخواهد داشت. لنفادنیت منطقه ای ممکن است وجود داشته باشد.
هنگامی که شکل هلو ایجاد می‌شود، فشار افزایش می یابد، با افزایش درد، تا زمانی که خود به خودی تخلیه و درد را کاهش دهد. هنگامی که کف به داخل دهان می‌رسد، طعم و بوی بد می‌شود درک می‌شود. معمولاً زهکشی از طریق جیب پریودنتال اتفاق می افتد، یا این که عفونت ممکن است به عنوان یک سلولیت یا یک عفونت ادنتوژنیک فاجلی گسترش یابد. فاکتورهای آناتومی محلی مسیر گسترش را تعیین می‌کنند (فضاهای فاسد سر و گردن را ببینید). نارسایی سیستمیک، با شروع ناراحتی و پریکسیا ممکن است وجود داشته باشد.

## تشخیص
آبسه‌های پریودنتال ممکن است دشوار باشد تا از آبسه‌های پریآپیکی جدا شوند. از آنجا که مدیریت آبسه پریودنتال متفاوت از آبسه پری اپیکال است، این تمایز مهم است (see Abdominal Dentistry # Diagnostic approach) به عنوان مثال، کانال ریشه درمانی غیر ضروری است و هیچ تأثیری بر درد در آبسه پریودنتال ندارد.

## درمان
عامل مهم این است که آیا دندان درگیر استخراج یا حفظ می‌شود. اگر چه پالپ معمولاً هنوز حیاتی است، تاریخچه آبسه‌های پریودنتال مکرر و به‌طور قابل توجهی از حمایت پریودنتال به خطر می افتد، نشان می‌دهد که پیش آگهی دندان ضعیف است و باید برداشته شود.
مدیریت اولیه یک آبسه پریودنتال شامل تسکین درد و کنترل عفونت می‌شود. توپ باید تخلیه شود، که به هر دو هدف کمک می‌کند. اگر دندان برداشته شود، تخلیه از طریق سوکت اتفاق می افتد. در غیر این صورت، اگر گلوله در حال حاضر از جیب پریودنتال تخلیه شود، این امر می‌تواند توسط آبیاری ملایم و پوسته پوسته شدن جیب در حالی که ماساژ بافت نرم تشویق می‌شود. اگر این کار نمی‌کند، برش و زهکشی لازم است، همانطور که در آبسه دندان # درمان به کار رفته است.
آنتی‌بیوتیک‌ها اهمیت ثانویه ای برای زهکشی دارند، که در صورت رضایت بخش بودن آنتی‌بیوتیک‌ها غیر ضروری است. آنتی‌بیوتیک‌ها معمولاً برای عفونت‌های شدید، که در آن تورم صورت، ناراحتی سیستمیک و درجه حرارت بالا وجود دارد. از آنجایی که آبسه‌های پریودنتال اغلب شامل باکتری‌های بی هوازی هستند، آنتی‌بیوتیک‌های خوراکی مانند آموکسی سیلین، کلیندامایسین (در آلرژی پنی سیلین یا حاملگی) و / یا مترونیدازول داده می‌شوند. در حالت ایده‌آل، انتخاب آنتی‌بیوتیک به وسیله نتایج کشت میکروبیولوژیکی و آزمایش حساسیت نمونه ای از چرخه ای که در ابتدای هر درمان اتفاق می افتد، دیکته می‌شود، اما این به ندرت در خارج از محیط بیمارستان اتفاق می افتد.
سایر اقداماتی که در حین مدیریت فاز حاد اتفاق می افتد ممکن است شامل کاهش ارتفاع دندان با مته دندانپزشکی باشد، بنابراین وقتی دچار ضعف می‌شود، دیگر دندان مخالف نمی‌رسد؛ و استفاده منظم از شستشوی دهان گرم آب گرم (ضد عفونی کننده) که موجب تخریب بیشتر عفونت می‌شود.
مدیریت پس از مرحله حاد شامل حذف هر گونه عفونت باقی مانده و اصلاح عوامل که منجر به تشکیل آبسه پرتودال می‌شود. معمولاً این درمان درمانی برای بیماری‌های پریودنتال مانند آموزش بهداشت دهان و پوسته پوسته شدن پریودنتال است.